# Diocèse de Belley-Ars
Le diocèse de Belley-Ars (en latin : Dioecesis Bellicensis-Arsensis), ou diocèse de Belley avant 1988, est un diocèse catholique couvrant approximativement le territoire du département de l'Ain, en France.

## Géographie
Le territoire du diocèse de Belley-Ars correspond approximativement au département de l'Ain et s'étend aussi sur une partie du nord du département de la Savoie.

## Histoire

### Création du diocèse
Les origines du diocèse de Belley sont très anciennes : elles remontent au Ve siècle. Il est mentionné avec certitude vers 552 et relève du démembrement d'une partie des paroisses retirées du diocèse de Vienne. Il relève de la province ecclésiastique de Besançon, bien que séparé d'elle par les terres de l'abbaye de Saint-Claude, et situé à proximité de l'évêché de Lyon. Il comprend au total 112 paroisses, à savoir 49 en Bugey, 22 en Dauphiné et 41 en Savoie.
À partir du XIe siècle, le Bugey passe sous la suzeraineté des comtes de Savoie. Afin de contrebalancer leur influence,
l'empereur Frédéric Barberousse institue en 1175 les évêques de Belley seigneurs de leur ville et princes du Saint-Empire romain germanique. Ils ont eu, avant le XIIIe siècle, la possession, de la seigneurie de Lutrin.
La partie dauphinoise devient française en 1349 et le Bugey est rattaché à son tour au royaume en 1601.

### Période moderne
En 1601, le traité de Lyon, entre le duc de Savoie et le roi de France, s'il est avant tout politique, a des conséquences sur le diocèse de Belley. Le territoire concerné relève désormais de deux souverains différents. Un tiers de ce dernier relève de l'autorité du duc, tandis que l'évêché relève du roi de France. L'évêque n'est donc plus désigné par le duc.

### Période révolutionnaire
Sous la Constituante, le diocèse devient évêché départemental, suffragant de Lyon, avant d'être intégré au diocèse de Lyon en 1801 par le Concordat. C'est durant cette période du rattachement au diocèse de Lyon que Jean-Marie Vianney est envoyé à Ars par son évêque.
Après de longs pourparlers avec le gouvernement de Louis XVIII, le diocèse de Belley est rétabli le 6 octobre 1822 par une bulle du pape Pie VII. Le territoire qui lui est attribué correspond alors à celui du département de l'Ain.

### Nouveau diocèse de Belley-Ars
Le diocèse de Belley devient le diocèse de Belley-Ars par décret de la Congrégation pour les évêques du 23 janvier 1988 prenant effet au 4 août 1988 afin d'honorer la mémoire du curé d'Ars, sous l'épiscopat de Guy Bagnard.

## Organisation
L'évêque réside à Bourg-en-Bresse. Le diocèse porte le nom de la ville de Belley pour des raisons historiques et celui d'Ars en hommage à saint Jean-Marie Vianney, dit « le curé d'Ars ».
L'évêque actuel est, depuis le 15 juin 2012, Pascal Roland.
Depuis le 1er septembre 2013, le diocèse est divisé en trois archidiaconés et dix doyennés :
- Archidiaconé Saint-Pierre-Chanel ;
  - Doyenné de Bourg-en-Bresse,
  - Doyenné de Bresse,
  - Doyenné du Revermont.
- Archidiaconé Saint-Anthelme ;
  - Doyenné du Bugey-Sud,
  - Doyenné du Haut-Bugey,
  - Doyenné du Pays de Gex et de la Michaille.
- Archidiaconé Saint-Jean-Marie-Vianney ;
  - Doyenné de la Plaine de l'Ain,
  - Doyenné de la Côtière,
  - Doyenné du Val-de-Saône,
  - Doyenné de Dombes.

## Lieux et monuments

### Cathédrales
Le siège historique du diocèse est la cathédrale Saint-Jean-Baptiste de Belley, presque entièrement reconstruite au XIXe siècle. Elle est dédiée au prophète du Nouveau Testament, saint patron du diocèse.
Depuis le 3 mai 1992, la collégiale Notre-Dame de Bourg-en-Bresse, construite au XVIe siècle, a été élevée au rang de co-cathédrale.

### Pèlerinages

#### enBresse
Au lieu-dit Cuet, le village natal de saint Pierre-Louis-Marie Chanel est un lieu de pèlerinage, chaque 28 avril.

#### dans laDombes
Le village d'Ars-sur-Formans, est un lieu de pèlerinage en hommage à saint Jean-Marie Vianney, le curé d’Ars. En 2010, la basilique d'Ars était le lieu touristique de l’Ain le plus visité, avec plus de 500 000 visiteurs, durant l'année 2010. Le presbytère du curé d'Ars se visite également.

#### enPays de Gex
Un pèlerinage est organisé chaque année, le lundi de Pentecôte, à la chapelle Notre-Dame de Riantmont (variantes orthographiques : Riamont, Rianmont et Riant-Mont), située à Vesancy.

### Monastères et couvents
- Trappe de Notre-Dame-des-Dombes.
- Chartreuse de Portes.

## Personnalités

### Personnalités issues du diocèse de Belley-Ars
- Georges Lagrange, évêque de Gap (1988-2003).
- Jean-Philippe Nault, évêque de Digne, Riez et Sisteron (2015-).
- Jacques Benoit-Gonnin, évêque de Beauvais (2010-), né à Thoiry.